# Eufèmia de Calcedònia
Eufèmia de Calcedònia és una santa cristiana, que fou martiritzada per la seva fe l'any 303. Segons la tradició cristiana, aquests fets van passar a Calcedònia. Va ser arrestada per rebutjar oferir sacrificis a Ares. Després de patir diverses tortures, va morir a l'estadi de Calcedònia. La seva tomba esdevingué indret de pelegrinatges. Es commemora el 16 de setembre.

## Context històric
El nom d'Eufèmia i l'any de la seva mort figuren al Martirologi Jeronimià, un document del segle v que és el registre més antic de màrtirs cristians. El 303 va ser el primer any de la Persecució de Dioclecià de l'emperador Romà Dioclecià. El Fasti vindobonenses, una col·lecció de documents litúrgics del segle IV al VI, diu que va morir el 16 d'octubre. Egèria, que va pelegrinar a Terra Santa entre els anys 381-384 i va escriure un dietari amb els seus viatges, relaciona l'indret on fou martiritzada a Calcedònia. Eufèmia esdevingué una santa famosa i es van acumular històries sobre ella. En aquest sentit la Llegenda àuria, una col·lecció d'hagiografies del 1260, inclou un relat del seu martiri.

## Hagiografia

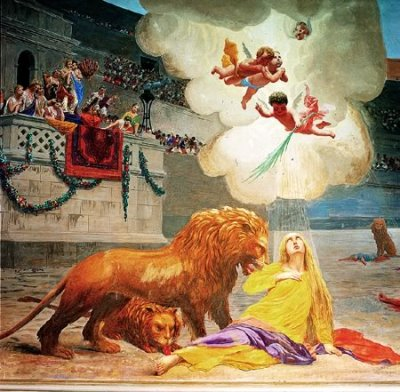
Mural de la Basílica de Santa Eufèmia de Rovinj, a Croàcia

Va viure entre els segles iii i iv. Segons la tradició, era filla d'un senador anomenat Philophronos i la seva muller Teodòosia de Calcedònia, i vivien a Constantinoble (l'actual Istanbul). Des de jove fou verge consagrada.
El governador de Calcedònia, Priscus, havia fet un decret segons el qual tots els habitants de la ciutat havien de participar en sacrificis a la deïtat Ares. Eufèmia fou descoberta amb quaranta-nou cristians més amagats en una casa i alabant Déu, desafiant d'aquesta manera les ordres del governador. Com que van rebutjar oferir sacrificis a Ares, van ser torturats diversos dies, fins que tots menys Eufèmia foren enviats a l'emperador per ser jutjats. Eufèmia, que era la més jove, va ser separada dels seus companys i sotmesa a turments particularment durs, incloent la roda, per intentar fer-la renunciar a la seva fe. La van portar a l'estadi i es va obrir la porta dels lleons perquè la matessin, però en comptes d'això van llepar-li les ferides. Va morir de les ferides d'un os salvatge a l'estadi.
Finalment, es va construir una catedral a Calcedònia sobre la seva tomba.

## Miracle
El Concili de Calcedònia, el quart Concili ecumènic de l'Església cristiana, es va celebrar a Calcedònia l'any 451. Va repudiar la doctrina d'Eutiques de Constantinoble del Monofisisme, i al final es va afirmar la definició calcedònia, que indica la "plena humanitat i divinitat" de Jesús de Natzaret, la Segona Persona de la Santíssima Trinitat. Al concili hi havia 630 representants de totes les Esglésies cristianes locals. Les reunions eren bastant discutides, semblava que no es podria assolir cap consens.
Segons el Sinaxàrium de Constantinoble, una col·lecció d'hagiografies, ambdós bandes van escriure el seu posicionament i el van col·locar al damunt del tors de santa Eufèmia, dins la seva tomba. Tres dies després la tomba es va obrir i la definició ortodoxa aparegué a la mà d'Eufèmia mentre que la dels monofisistes estava als seus peus.

## Relíquies

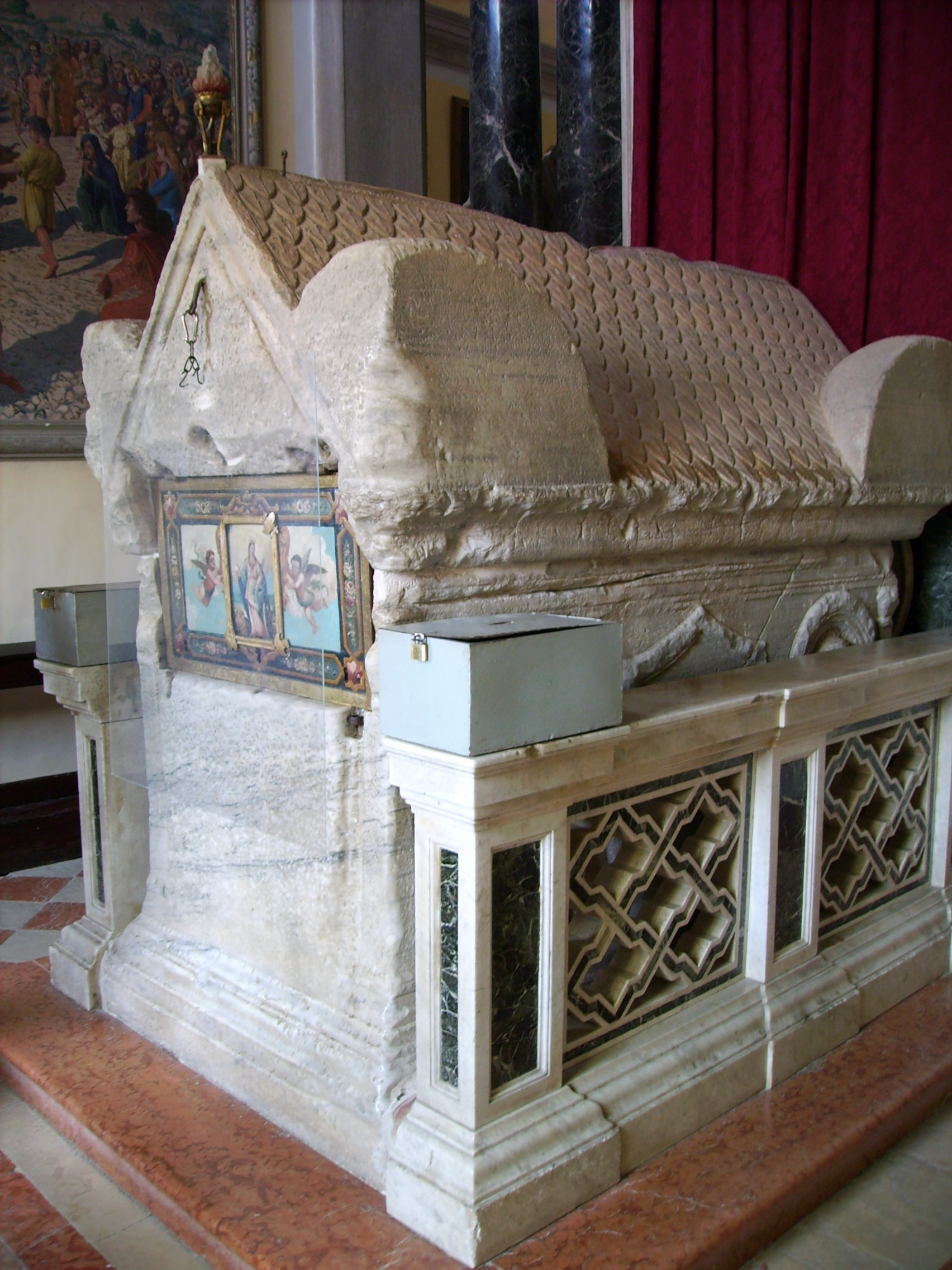
Sarcòfag amb algunes relíquies de santa Eufèmia a Rovinj, Croàcia.

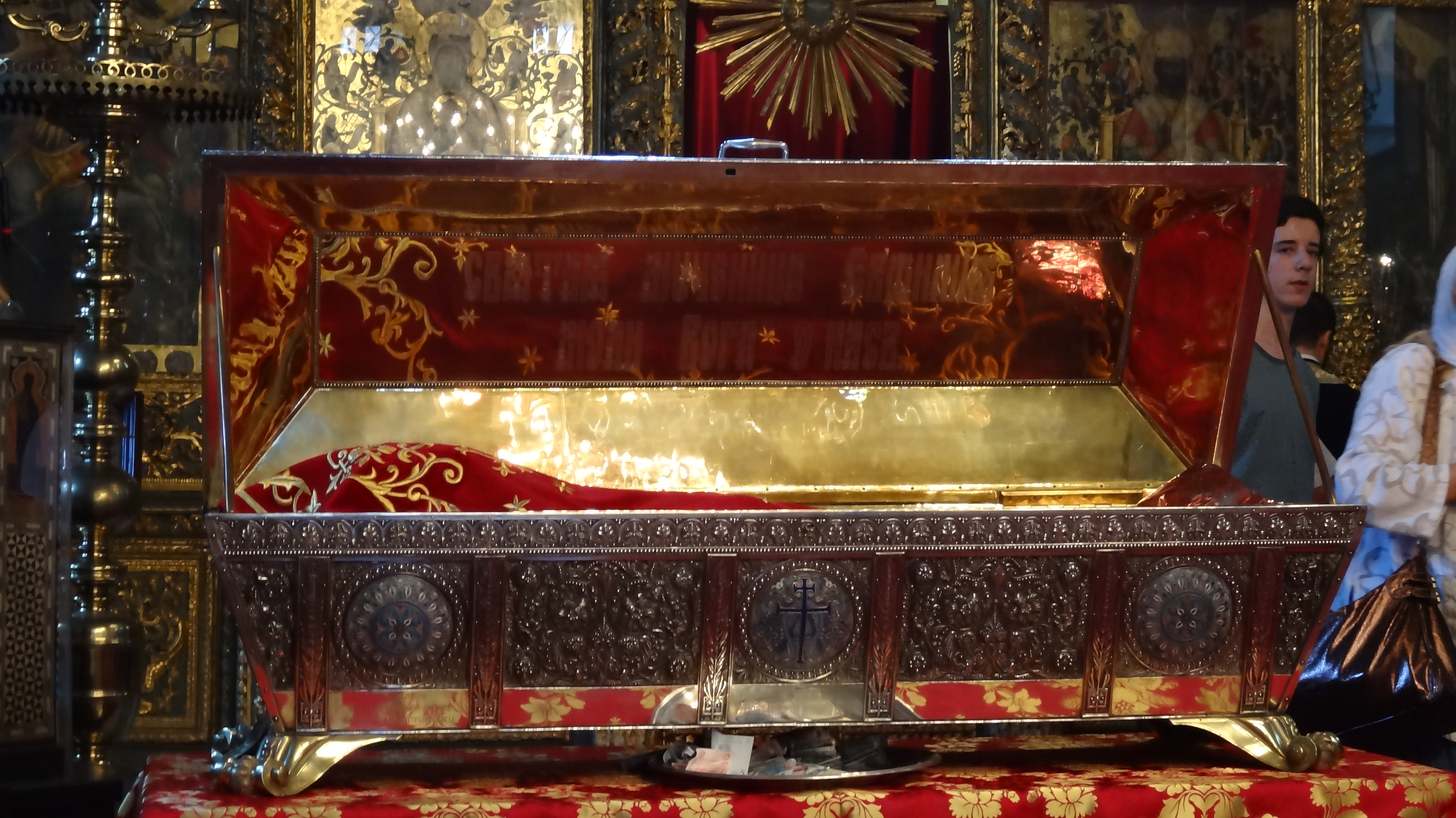
Reliquiari de santa Eufèmia a l'església de Sant Jordi d'Istanbul.

Quan la Persecució de Dioclecià va acabar, els Cristians van posar les relíquies d'Eufèmia en un sarcòfag daurat, col·locat dins d'una església que li van dedicar. Les seves relíquies van atreure multitud de pelegrins durant segles.
Cap al 620, després de la conquesta de Calcedònia pels perses sota Còsroes I l'any 617, les relíquies de santa Eufèmia es van portar a una nova església de Constantinoble. Durant les persecucions dels iconoclastes, es va dir s'havia llançat el reliquiari al mar, i que l'havien recuperat els germans Sergi i Sergons, que pertanyien a l'església cristiana ortodoxa, i que el van lliurar al bisbe local que els va amagar dins una cripta secreta. Les relíquies es van portar després a l'Illa de Lemnos, i el 796 es van tornar a Constantinoble. La majoria de les seves relíquies es troben a la Catedral patriarcal de Sant Jordi d'Istanbul.

## Cultura popular
- El cristianisme oriental i occidental celebra el dia de santa Eufèmia el 16 de setembre. L'església ortodoxa celebra la seva festivitat amb especial solemnitat i a més commemora el seu miracle al Concili de Calcedònia l'11 de juliol. Hi ha diverses esglésies en el seu honor arreu del món cristià.
- Hi ha un planeta menor amb el seu nom.
- A la sèrie d'anime Code Geass hi ha un personatge important amb el seu nom.
- A la novel·la de Philip K. Dick anomenada Els androides somien xais elèctrics?, el protagonista té una cabra d'animal de companyia amb el seu nom.